# Inezgane
Inezgane (em árabe: إنزكان; em tifinague: ⵉⵏⵣⴳⴳⴰⵏ) é uma cidadde do sul de Marrocos, situada na margem norte do rio Suz (Souss), 13 km a sudeste do centro de Agadir. É capital da prefeitura de Inezgane-Aït Melloul, a qual faz parte da região administrativa de Souss-Massa-Drâa. Em 2004 tinha 111 172 habitantes.
Apesar de ser praticamente um subúrbio de Agadir, Inezgane tem um aspeto e ambiente completamente diferente, muito mais "marroquina" que a sua grande vizinha moderna, turística e de ar ocidental. A cidade é um importante centro comércio de transportes, pois encontra-se no cruzamento de três importantes estradas nacionais: a N1, a N8 e a N10.
Na cidade estão instalados tem vários grossistas e muitas lojas de retalho, espalhadas pelos vários socos,(áreas comerciais permanentes ou mercados periódicos). A vida económica da cidade depende principalmente desses socos, como o soco de Tleta nas segundas-feiras, o pequeno mercado diário, o soco de couro, o de gado, o de cereais e, principalmente, os de joalheria de prata, entre outros. O grande mercado grossista é a placa giratória do comércio de frutas e legumes de todo o sul de Marrocos. No dia do principal soco semanal, terça-feira, os habitantes das localidades vizinhas invadem a cidade para se abastecerem e também para venderem os seus produtos.
Inezgane é habitada principalmente por Imazighen (berberes) e na época colonial francesa era o local onde vivia o caide nomeado pelos franceses. Antes da colonização, era o soco (centro de comércio) da tribo berbere dos Aksimen (Ksima em árabe). O nome de Inezgane deriva o termo berbere anzigane ("a gruta" ou "essa gruta"), devido à grande quantidade de grutas existentes na área.